# Miconia barkeri
Miconia barkeri är en tvåhjärtbladig växtart som beskrevs av Ignatz Urban och Erik Leonard Ekman. Miconia barkeri ingår i släktet Miconia och familjen Melastomataceae. Inga underarter finns listade i Catalogue of Life.